# Estación de Sirkeci

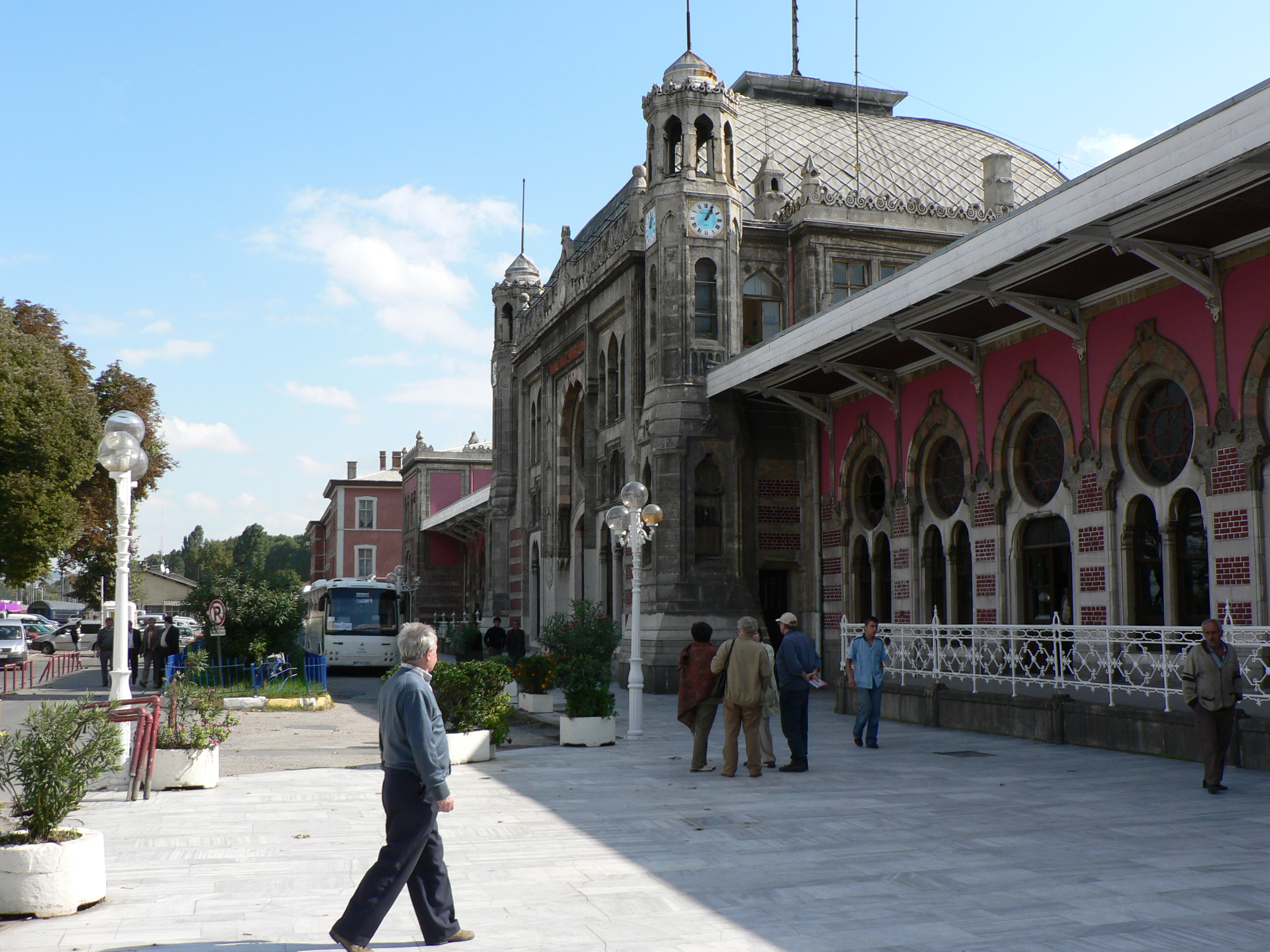
Entrada a la estación

La estación de Sirkeci es una estación central de los Ferrocarriles Estatales turcos (TCDD) en Sirkeci, en la parte europea de Estambul, Turquía. 
Los trenes internacionales, domésticos y regionales que circulan hacia el oeste parten de esta estación que se inauguraba como la estación terminal del Orient Express.

## Líneas

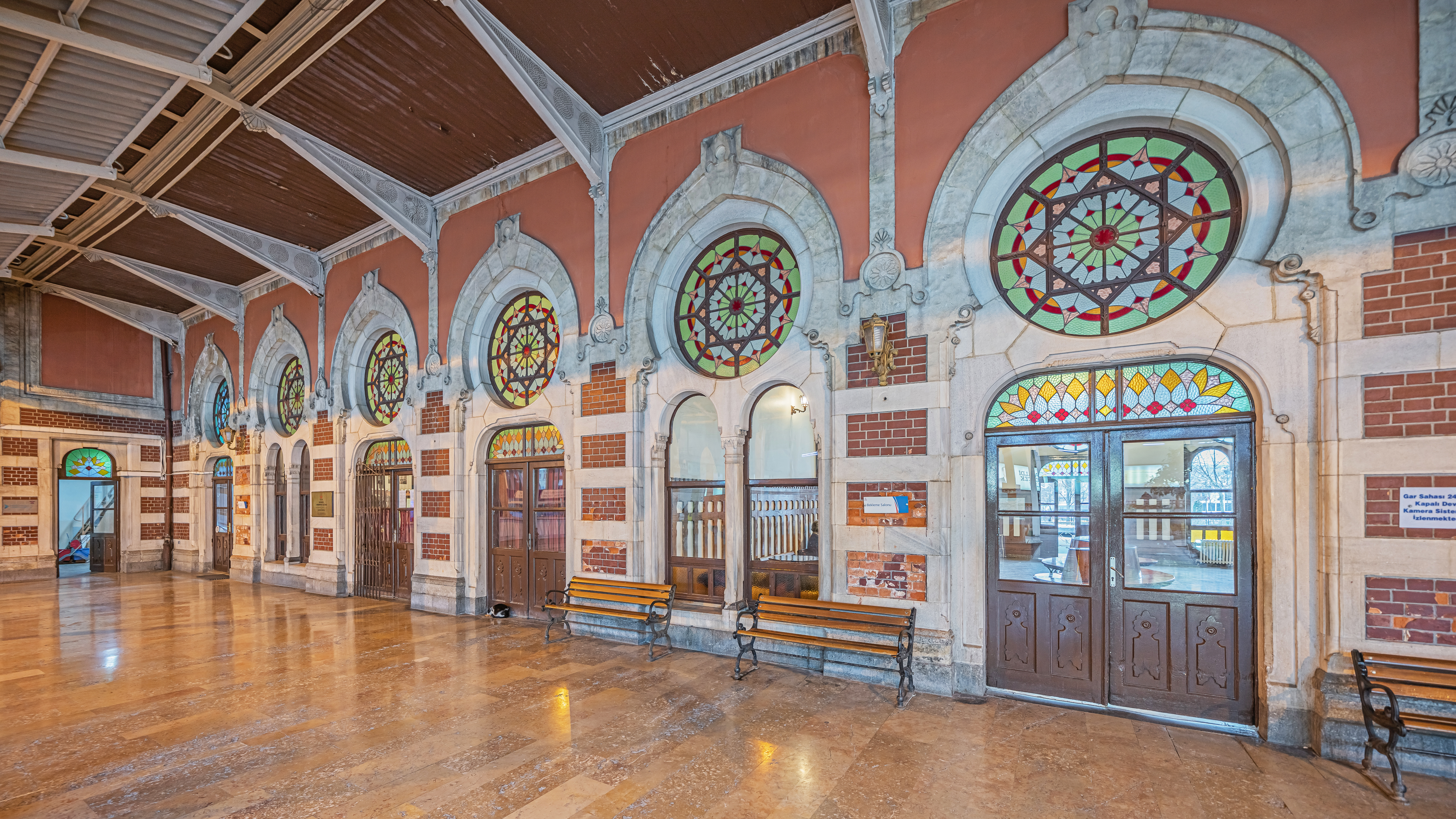
Interior de la estación

La terminal constituye el principal nodo de conexión de la red ferroviaria de Turquía con el resto de Europa. Las dos principales líneas de conexión son proporcionadas por la línea que va entre Estambul y Salónica, Grecia, y el Bósforo Express que actúa a diario entre Sirkeci y Gara de Nord en Bucarest, Rumania.
| Destino                | Ruta                                                                               | Línea              |
| Líneas regionales      | Líneas regionales                                                                  | Líneas regionales  |
| ---------------------- | ---------------------------------------------------------------------------------- | ------------------ |
| Uzunköprü              | Halkalı - Çatalca - Çerkezköy - Çorlu - Lüleburgaz - Alpullu                       | Estambul-Uzunköprü |
| Kapıkule               | Halkalı - Çatalca - Çerkezköy - Çorlu - Lüleburgaz - Alpullu - Edirne              | Estambul-Kapıkule  |
| Pythion                | Halkalı - Çerkezköy - Alpullu - Uzunköprü - Demirköprü                             | Estambul-Pythion   |
| Líneas internacionales |                                                                                    |                    |
| Bucarest, Rumania      | Kapıkule - Svilengrad - Dimitrovgrad - Rousse                                      | Bósforo Express    |
| Belgrado, Serbia       | Kapıkule - Svilengrad - Dimitrovgrad - Sofía - Niš                                 | Balkan Express     |
| Salónica, Grecia       | Uzunköprü - Pythion - Alexandroupoli - Komotini - Xánthi - Drama - Serres - Kilkís | Friendship Express |